# Muhammed Cham
Muhammed Cham Saračević (Linz, Austria, 26 de septiembre de 2000) es un futbolista austriaco. Juega de centrocampista y su equipo es el Trabzonspor de la Superliga de Turquía. Es internacional absoluto por la selección de Austria desde 2022.

## Trayectoria
Cham comenzó su carrera en la cantera del SC Red Star Penzing y entre 2008 y 2016 formó parte de las inferiores del Hannover 96. En 2016 se incorporó al VfL Wolfsburgo, donde formó parte del segundo equipo de la Regionalliga Nord en la temporada 2018-19.
En septiembre de 2019 regresó a Austria y fichó por el Admira Wacker.
EL 6 de octubre de 2020 firmó contrato en el Clermont Foot de la Ligue 1 francesa.

## Selección nacional
Nacido en Austria, es descendiente bosnio y ghanés.
Debutó con la selección de Austria el 25 de septiembre de 2022 ante Croacia por la Liga de Naciones de la UEFA.

## Estadísticas
Actualizado al último partido disputado el 25 de mayo de 2025.
| Club                          | Div.          | Temporada     | Liga  | Liga  | Copas nacionales | Copas nacionales | Copas internacionales | Copas internacionales | Total | Total |
| Club                          | Div.          | Temporada     | Part. | Goles | Part.            | Goles            | Part.                 | Goles                 | Part. | Goles |
| ----------------------------- | ------------- | ------------- | ----- | ----- | ---------------- | ---------------- | --------------------- | --------------------- | ----- | ----- |
| VfL Wolfsburgo II · Alemania  | 4.ª           | 2019-20       | 3     | 0     | —                | —                | —                     | —                     | 3     | 0     |
| VfL Wolfsburgo II · Alemania  | Total club    | Total club    | 3     | 0     | 0                | 0                | 0                     | 0                     | 3     | 0     |
| Admira Wacker · Austria       | 1.ª           | 2019-20       | 16    | 0     | 1                | 0                | —                     | —                     | 17    | 0     |
| Admira Wacker · Austria       | 1.ª           | 2020-21       | 2     | 0     | 1                | 0                | —                     | —                     | 3     | 0     |
| Admira Wacker · Austria       | Total club    | Total club    | 18    | 0     | 2                | 0                | 0                     | 0                     | 20    | 0     |
| Vendsyssel FF Dinamarca       | 1.ª           | 2020-21       | 22    | 2     | 1                | 0                | —                     | —                     | 23    | 2     |
| Vendsyssel FF Dinamarca       | Total club    | Total club    | 22    | 2     | 1                | 0                | 0                     | 0                     | 23    | 2     |
| SC Austria Lustenau · Austria | 2.ª           | 2021-22       | 29    | 15    | 2                | 0                | —                     | —                     | 31    | 15    |
| SC Austria Lustenau · Austria | Total club    | Total club    | 29    | 15    | 2                | 0                | 0                     | 0                     | 31    | 15    |
| Clermont Foot Francia         | 1.ª           | 2022-23       | 38    | 7     | 1                | 0                | —                     | —                     | 39    | 7     |
| Clermont Foot Francia         | 1.ª           | 2023-24       | 33    | 8     | 2                | 0                | —                     | —                     | 35    | 8     |
| Clermont Foot Francia         | Total club    | Total club    | 71    | 15    | 3                | 0                | 0                     | 0                     | 74    | 15    |
| Trabzonspor Turquía           | 1.ª           | 2024-25       | 31    | 5     | 6                | 1                | —                     | —                     | 37    | 6     |
| Trabzonspor Turquía           | Total club    | Total club    | 31    | 5     | 6                | 1                | 0                     | 0                     | 37    | 6     |
| Total carrera                 | Total carrera | Total carrera | 174   | 37    | 14               | 1                | 0                     | 0                     | 188   | 38    |

## Palmarés

### Títulos nacionales
| Título  | Club                | País    | Año     |
| ------- | ------------------- | ------- | ------- |
| 2. Liga | SC Austria Lustenau | Austria | 2021-22 |